# Four Hundred Years
Four Hundred Years war eine kurzzeitig Ende der 1990er Jahre bestehende Emocore-Band aus Richmond, Virginia / USA.

## Geschichte
Die Band beeinflusste – trotz ihres kurzen Bestehens – den Sound und Stil des Emos sehr stark mit. Die Gruppe gehört zu den typischen späteren Emobands und wird wegen der Nähe zur Hauptstadt der USA, musikalisch und geographisch gesehen, oft dem Washington D.C. Hardcore-Punk zugerechnet.
Ursprünglich wurde die Band in Arizona gegründet. Doch die Bandmitglieder zogen nach Virginia, um dort weiter zur Schule zu gehen. Die Band hatte einen linkspolitischen Anspruch, den sie mit ihren emotionalen Texten zu verbinden suchte.
Die Band war ständig unterwegs und absolvierte einige Touren in den USA, aber auch in Europa und Japan.
Nach der Auflösung der Band, spielen die ehemaligen Mitglieder in anderen Bands weiter.

## Stil
Ihr Stil zeichnet sich durch emotionale Gesänge und geschriene Textteile, leisere und ruhigere und explosive, brachiale Parts aus. Der Stil basiert auf straighterem mid-tempo D.C. Hardcore-Punk.
Ihr Stil gilt als typisch für den emotional Hardcore.
Auf der Seite des Labels Lovitt Records heißt es über die Band:

“Four Hundred Years amassed a large, frenzied, and rabid audience. Intelligent and intricate with a perfect blend of melody and dissonance in all the right places […]”

## Diskografie

### EPs/Splits
- Signal, 7″ (1997, Yuletide / Rosepetal)
- Split mit Sleepytime Trio, 7″ (1997, Smoothlips Records)
- Split mit Seein' Red, 7″ (2000, The Smith and Nephew Company)

### Alben/Sonstiges
- Suture, LP (1997, The Great American Steak Religion)
- Transmit Failure (1998, Lovitt Records)
- Suture and other songs (Lovitt Records)
- The New Imperialism, LP (2000, Lovitt Records)

### Samplerbeiträge
- Sequence on The ABC’s of Punk (1997, Whirled Records)
- Untitled on The 51 Comp (1998, Join The Team Players Records)